# Wodociąg przedsionka

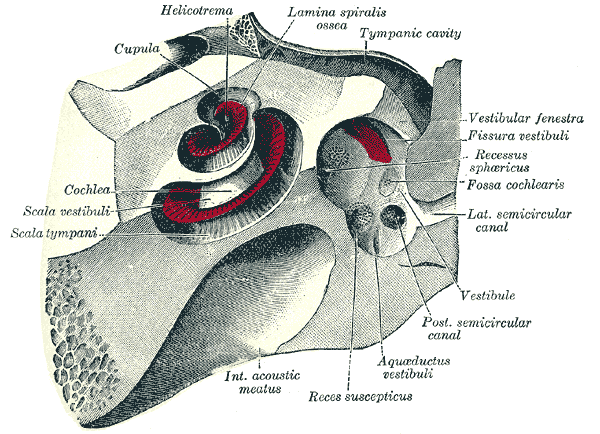
Błędnik kostny, widok z góry (po odfrezowaniu górnej części piramidy kości skroniowej). Wodociąg przedsionka widoczny po prawej stronie (centralna część rysunku), zaznaczony jako Aqueductus vestibuli

Wodociąg przedsionka (łac. aqueductus vestibuli) – wąski kanalik kostny łączący błędnik z tylnym dołem czaszki. Niekiedy nazywany kanalikiem przedsionka. Długość wodociągu u człowieka wynosi 6 mm a średnica 0,25 mm. Zawiera on przewód śródchłonki, szczelinowatą przestrzeń przychłonkową (przewód przychłonki) oraz żyłę kanalika przedsionka (łac. vena canaliculi vestibuli). Wodociąg rozpoczyna się na zachyłku eliptycznym  przedsionka. Kończy się na tylnej powierzchni piramidy kości skroniowej otworem zewnętrznym wodociągu przedsionka (łac. apertura externa aqueductus vestibuli). Otwór ten znajduje się w przestrzeni zewnątrzoponowej. W tym miejscu przewód śródchłonkowy opuszcza wodociąg i przechodzi w worek śródchłonki. Wodociąg przedsionka łączy płyn mózgowo-rdzeniowy z płynami ucha wewnętrznego.
Poszerzony wodociąg przedsionka jest jedną z wad wrodzonych. Jest to najczęstsza malformacja ucha wewnętrznego, która jest związana z głuchotą. Może być wadą izolowaną lub towarzyszyć dysplazji Mondiniego. W tym wypadku wodociąg może dochodzić do znacznych rozmiarów, co widoczne jest w badaniu TK. Dzieci z powiększonym wodociągiem przedsionka wymagają implantacji wszczepu ślimakowego.